# Bruno Coulais

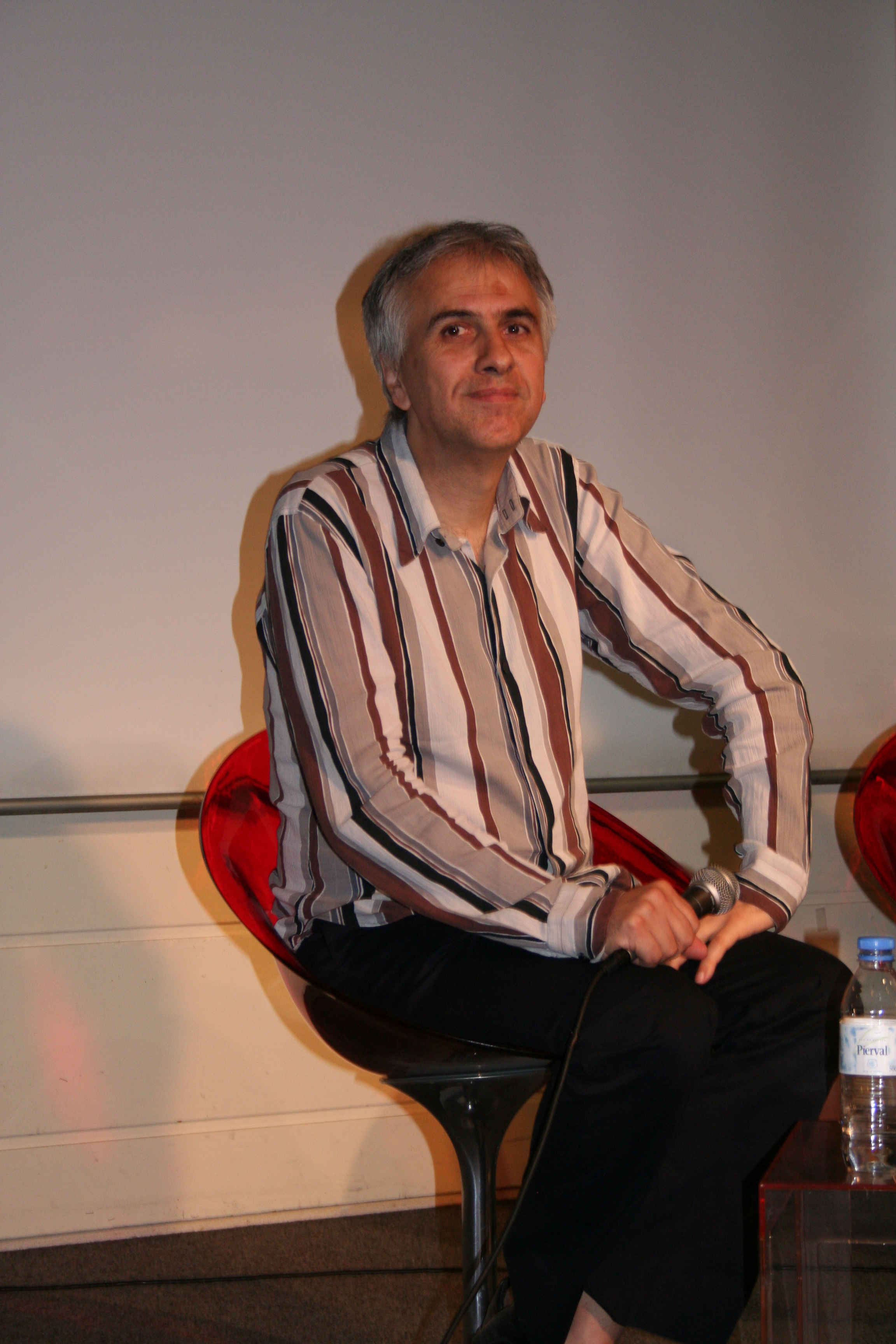
Bruno Coulais im Juli 2006

Bruno Coulais (* 13. Januar 1954 in Paris, Frankreich) ist ein französischer Filmkomponist.

## Leben
Bruno Coulais wurde am 13. Januar 1954 in Paris geboren. Sein Vater kam aus dem Département Vendée und seine Mutter war eine irakische Jüdin. Er begann mit seiner musikalischen Ausbildung auf dem Klavier und der Violine. Coulais wollte zunächst zeitgenössische klassische Musik komponieren, entschied sich dann jedoch, Filmkomponist zu werden. Im Alter von 17 Jahren komponierte er seine erste Filmmusik. 1977 bekam er von François Reichenbach das Angebot, die Musik für den Film Mexico Magico zu schreiben. Coulais erster großer Auftrag kam 1986 mit dem Spielfilm La Femme secrète (wörtlich: Die Geheimfrau). Ab diesem Jahr hat er für etliche Spiel-, Fernsehfilme und Dokumentationen die Musik komponiert. Seine Musik zu dem Film Die Kinder des Monsieur Mathieu (2003) wurde weltberühmt und brachte ihm 2005 eine Oscar-Nominierung in der Kategorie Bester Filmsong ein für das Lied Vois sur ton chemin.
Bruno Coulais ist verheiratet und hat mit seiner Frau vier Kinder.

## Filmografie (Auswahl)
- 1986: La femme secrète
- 1986: Qui trop embrasse
- 1986: Familienbande (Liens de parente)
- 1988: Zanzibar
- 1990: La campagne de Cicéron
- 1991: Le jour des rois
- 1991: Die Equilibristen (Les équilibristes)
- 1992: Le fils du requin
- 1992: Casanovas Rückkehr (Le retour de Casanova)
- 1992: Der Flug des Schmetterlings (Le petit prince a dit)
- 1993: Cognacq-Jay
- 1996: Mikrokosmos – Das Volk der Gräser (Microcosmos: Le peuple de l’herbe)
- 1997: Flammen im Paradies (Les raisons du cœur)
- 1997: Don Juan
- 1998: Serial Lover – Der letzte räumt die Leiche weg (Serial Lover)
- 1998: Der Graf von Monte Christo (Le comte de Monte Cristo)
- 1998: Meine schöne Schwiegermutter (Belle maman)
- 1999: Himalaya – Die Kindheit eines Karawanenführers (Himalaya – l’enfance d’un chef)
- 1999: Balzac – Ein Leben voller Leidenschaft (Balzac)
- 1999: La débandade
- 2000: Liebeslust und Freiheit (Le libertin)
- 2000: Belphégor
- 2000: Die purpurnen Flüsse (Les rivières pourpres)
- 2000: Spuren von Blut (Scènes de crimes)
- 2001: Vidocq
- 2001: Nomaden der Lüfte – Das Geheimnis der Zugvögel (Le peuple migrateur)
- 2003: Die Kinder des Monsieur Mathieu (Les choristes)
- 2004: Agents Secrets – Im Fadenkreuz des Todes (Agents secrets)
- 2004: Genesis
- 2005: Als das Morden begann (Sometimes in April)
- 2005: Cool Waves – Brice de Nice (Brice de Nice)
- 2007: Hellphone
- 2006: Der weiße Planet (La planète blanche)
- 2007: Die City-Krieger (Truands – Crime Insiders)
- 2007: Le deuxième souffle
- 2007: Max & Co.
- 2007: Ulzhan – Das vergessene Licht (Ulzhan)
- 2008: MR 73 – Bis dass der Tod dich erlöst (MR 73)
- 2008: Female Agents – Geheimkommando Phoenix (Les femmes de l’ombre)
- 2009: Coraline
- 2009: Das Geheimnis von Kells (The Secret of Kells)
- 2009: Lucky Luke
- 2009: Unsere Ozeane (Océans)
- 2009: Villa Amalia
- 2010: Babys (Bébé(s))
- 2010: Tief in den Wäldern (Au fond des bois)
- 2011: Das Meer am Morgen (La mer à l’aube)
- 2011: Mein liebster Alptraum (Mon pire chauchemar)
- 2011: Switch – Ein mörderischer Tausch (Switch)
- 2011: Das Wunder der Natur (La clé des champs)
- 2012: Leb wohl, meine Königin! (Les adieux à la reine)
- 2012: Und nebenbei das große Glück (Un bonheur n’arrive jamais seul)
- 2012: Auf den Spuren des Marsupilami (Sur la piste du Marsupilami)
- 2014: Die Melodie des Meeres (Song of the Sea)
- 2014: Gemma Bovery – Ein Sommer mit Flaubert (Gemma Bovery)
- 2015: Tagebuch einer Kammerzofe (Journal d’une femme de chambre)
- 2016: Marie Curie
- 2016: Falsche Vertraulichkeiten (Les fausses confidences)
- 2017: La Mélodie – Der Klang von Paris (La mélodie)
- 2018: Eva
- 2018: Ein Dorf zieht blank (Normandie nue)
- 2018: Die Abenteuer von Wolfsblut (Croc-Blanc)
- 2019: Weiß wie Schnee – Wer ist die Schönste im ganzen Land? (Blanche comme neige)
- 2020: Wolfwalkers
- 2020: Le Peuple Loup
- 2020: Eine Frau mit berauschenden Talenten (La daronne)
- 2021: L’Homme de la cave
- 2022: Der Waldmacher (The Forstemaker)
- 2022: Maigret
- 2022: Wendell & Wild (Animationsfilm)
- 2022: Die Gewerkschafterin (La syndicaliste)
- 2023: Summer Frost (Un hiver en été)
- 2024: Bolero

## Diskografie

### Alben
| Jahr | Titel                           | Höchstplatzierung, Gesamtwochen, AuszeichnungChartplatzierungen (Jahr, Titel, Platzierungen, Wochen, Auszeichnungen, Anmerkungen) | Höchstplatzierung, Gesamtwochen, AuszeichnungChartplatzierungen (Jahr, Titel, Platzierungen, Wochen, Auszeichnungen, Anmerkungen) | Höchstplatzierung, Gesamtwochen, AuszeichnungChartplatzierungen (Jahr, Titel, Platzierungen, Wochen, Auszeichnungen, Anmerkungen) | Anmerkungen                            |
| Jahr | Titel                           | FR | DE | CH | Anmerkungen                            |
| ---- | ------------------------------- | --- | --- | --- | -------------------------------------- |
| 1999 | Himalaya                        | FR11 Gold · (22 Wo.)FR | — | — |                                        |
| 2001 | Belphegor, le fantôme du Louvre | FR84 (4 Wo.)FR | — | — | Erstveröffentlichung: April 2001       |
| 2001 | Le peuple migrateur             | FR47 (12 Wo.)FR | — | — | Erstveröffentlichung: 3. Dezember 2001 |
| 2004 | Les Choristes                   | FR1 Diamant · (90 Wo.)FR | DE31 Gold · (16 Wo.)DE | CH44 Gold · (30 Wo.)CH | Erstveröffentlichung: 3. Mai 2004      |
| 2004 | Les Choristes (Limited Edition) | — | — | CH19 (22 Wo.)CH |                                        |
| 2005 | Brice de Nice                   | FR76 (13 Wo.)FR | — | — | Erstveröffentlichung: 25. März 2005    |
| 2006 | La planète blanche              | FR178 (1 Wo.)FR | — | — | Erstveröffentlichung: 21. März 2006    |
| 2010 | Océans                          | FR92 (5 Wo.)FR | — | — | Erstveröffentlichung: 25. Januar 2010  |

Weitere Alben
| - Le Fils du Requin (1993) - La Rivière Espérance (1995) - Microcosmos (1996) - Les Raisons du Cœur (1997) - Don Juan (1998) - Déjà Mort (1998) - Serial Lover (1998) - Le Comte de Monte Cristo (1998) - La Débandade (1999) - Belle Maman (1999) - Le Libertin (2000) - Comme un Aimant (2000) | - Les Rivières Pourpres (2000) - Harrison’s Flowers (2000) - De L’Amour (2001) - Vidocq (2001) - Le Peuple Migrateur (2001) - L’Enfant qui voulait être un Ours (2002) - Agents Secrets (2004) - Genesis (2004) - Les Rois maudits (2005) - Stabat Mater (28. Juni 2005 – Basilika Saint-Denis) - La Planète blanche (2006) - Truands (2007) |

## Auszeichnungen/Nominierungen (Auswahl)
- BAFTA Award
  - 2005: Nominierung – Beste Filmmusik für Die Kinder des Monsieur Mathieu

- César
  - 1997: Beste Filmmusik für Mikrokosmos – Das Volk der Gräser
  - 2000: Beste Filmmusik für Himalaya – Die Kindheit eines Karawanenführers
  - 2001: Nominierung – Beste Filmmusik für Die purpurnen Flüsse
  - 2002: Nominierung – Beste Filmmusik für Nomaden der Lüfte – Das Geheimnis der Zugvögel
  - 2005: Beste Filmmusik für Die Kinder des Monsieur Mathieu
  - 2011: Nominierung – Beste Filmmusik für Unsere Ozeane

- Étoile d’Or
  - 2005: Beste Filmmusik für Die Kinder des Monsieur Mathieu und Genesis

- Oscar
  - 2005: Nominierung – Beste Filmmusik für Die Kinder des Monsieur Mathieu

## Auszeichnungen für Musikverkäufe
| Goldene Schallplatte - Belgien - 2005: für das Album Les Choristes - Frankreich - 2005: für die Single Le Casse de Brice |

Anmerkung: Auszeichnungen in Ländern aus den Charttabellen bzw. Chartboxen sind in ebendiesen zu finden.
| Land/RegionAuszeichnungen für Musikverkäufe (Land/Region, Auszeichnungen, Verkäufe, Quellen) | Gold     | Platin | Diamant  | Verkäufe  | Quellen                     |
| -------------------------------------------------------------------------------------------- | -------- | ------ | -------- | --------- | --------------------------- |
| Belgien (BRMA)                                                                               | Gold1    | —      | —        | 25.000    | ultratop.be                 |
| Deutschland (BVMI)                                                                           | Gold1    | —      | —        | 100.000   | musikindustrie.de           |
| Frankreich (SNEP)                                                                            | 2× Gold2 | —      | Diamant1 | 1.350.000 | infodisc.fr snepmusique.com |
| Schweiz (IFPI)                                                                               | Gold1    | —      | —        | 20.000    | hitparade.ch                |
| Insgesamt                                                                                    | 5× Gold5 | —      | Diamant1 |           |                             |